# Condado de Tonghe

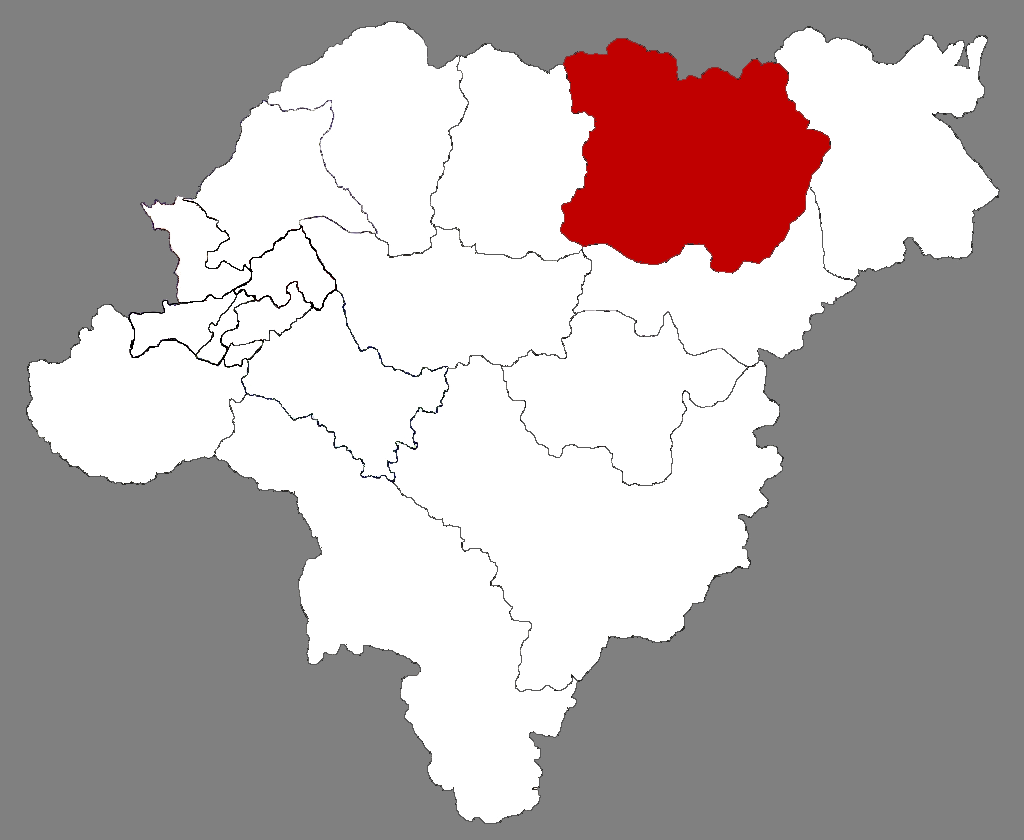
Ubicación dentro de la provincia de Heilongjiang

El Condado Tonghe (通河县 ; pinyin : Tōnghé Xiàn) es una subdivisión administrativa de la provincia china de Heilongjiang eb la jurisdicción de la prefectura de Harbin de unos 234662 habitantes en 1999.